# Weissenstein (Jura)

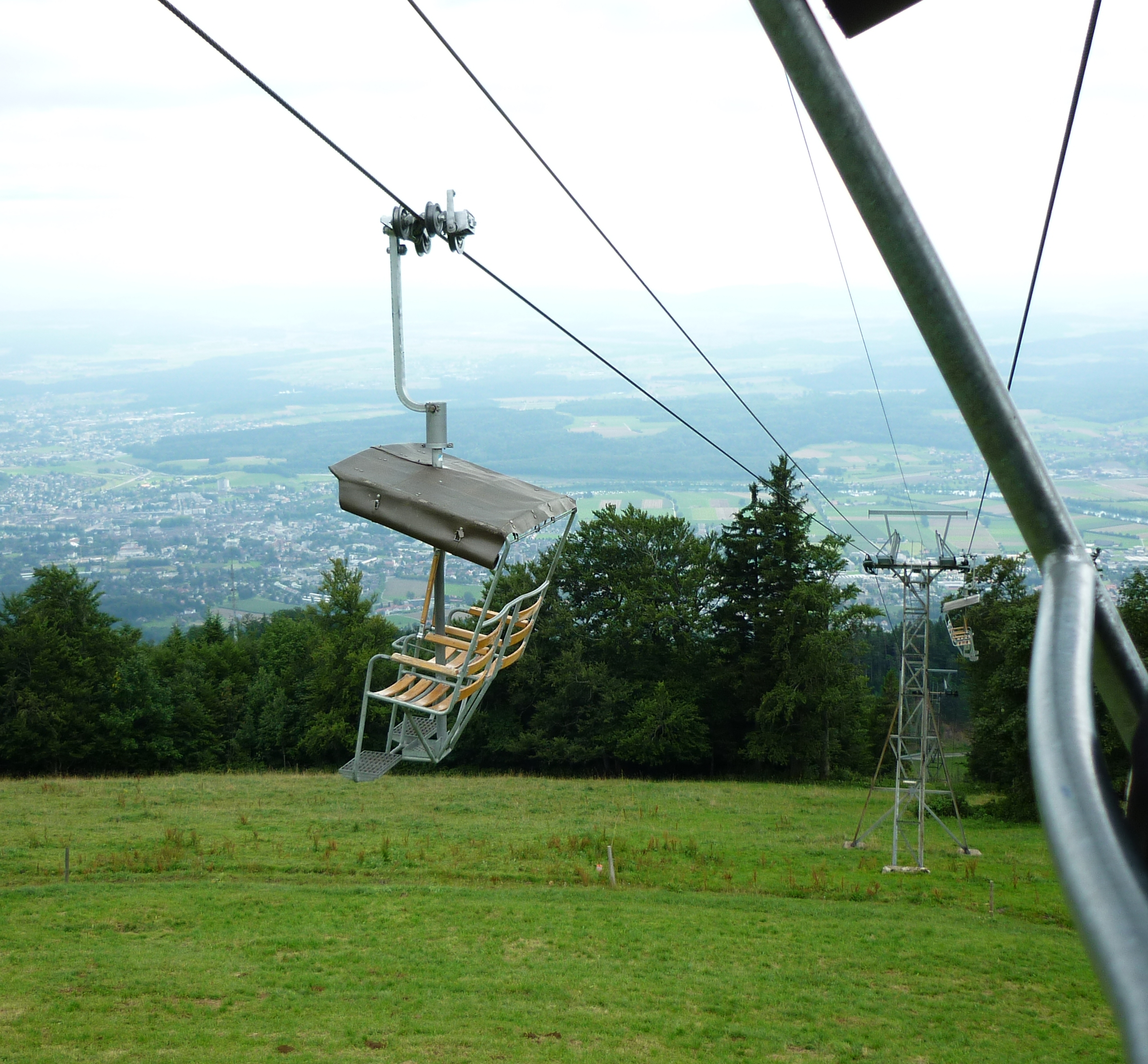
Sesselbahn von 1950, in Betrieb bis 1. November 2009

Der Weissenstein ist ein Bergrücken des Schweizer Juras nördlich der Stadt Solothurn, er gilt als Hausberg dieser Stadt.
Die höchste Erhebung des Weissensteins ist die Röti mit 1395 m, sie liegt auf dem Gebiet der Agglomerationsgemeinde Rüttenen.

## Natur und Landschaft
Seit 1977 ist der Weissenstein im Bundesinventar der Landschaften und Naturdenkmäler von nationaler Bedeutung aufgenommen.
Etwa 2 km westlich vom Hotel Weissenstein befindet sich nahe dem Hinterweissenstein (1225 m ü. M.) das Nidlenloch, ein weit verzweigtes Höhlensystem (7,5 km Länge mit 418 m Höhenunterschied), das teilweise relativ gefahrlos begangen werden kann.

## Verkehr und Erschliessung
Der älteste Fussweg über den Weissenstein führte von Oberdorf über den Hinterweissenstein und durch den Rüschgraben nach Gänsbrunnen. Wahrscheinlich im Spätmittelalter entstand der Weg von Oberdorf durch die Gartenmatt zum Nesselboden und auf den Vorderweissenstein. Neben dem Fussweg südlich des Wildbachs gab es einen Karrenweg auf der Nordseite des Bachs. 1765 wurde die heutige Strasse angelegt und 1845–1851 zur Kunststrasse ausgebaut. Die Passstrasse von Oberdorf über den Weissensteinpass (1279 m ü. M.) nach Gänsbrunnen ist mit Steigungen bis 22 % eine der steilsten der Schweiz. Sie bleibt im Winter für den Privatverkehr gesperrt und dient dann als überregional beliebte Schlittelpiste.
Der Fussweg von Rüttenen Fallern durch die Stigelos zum Nesselboden wurde spätestens 1644 angelegt: im oberen Teil des Wegs ist diese Jahreszahl sowie "Renov. 1830" in den Fels eingraviert. An der steilsten Stelle auf ca. 920–980 m. ü. M. führte der Weg ursprünglich auf hölzernen Treppen direkt durch das Felscouloir westlich des heutigen Wegs. Erst um die Mitte des 19. Jahrhunderts wurde der Weg mit den künstlich in den Fels gehauenen Treppenstufen gebaut. Die Stigelos wurde in das Inventar historischer Verkehrswege der Schweiz als Weg von nationaler Bedeutung aufgenommen.
Im 19. Jahrhundert fuhren Kutschen auf den Weissenstein, zuerst angeboten von den Pächtern des Kurhauses und anderen privaten Fuhrhaltern. Ab 1875 verkehrte täglich eine Postkutsche ab dem Bahnhof Neu-Solothurn auf den Weissenstein. 1908 nahm die Solothurn-Münster-Bahn den Betrieb auf, mit den Stationen Oberdorf und Gänsbrunnen an den Enden des Weissensteintunnels. Ab dann bis 1915 fuhren die Postkutschen ab Oberdorf. Von 1920 bis 1940 verkehrte ein Autokurs von Gänsbrunnen auf den Weissenstein.
Die Sesselbahn Oberdorf–Weissenstein nahm 1950 den Betrieb auf und wurde im November 2009 ausser Betrieb genommen. Sie führte mit einer Länge von 2339 m in zwei Sektionen von Oberdorf zum Kurhaus (1287 m ü. M.) und galt als einzige erhaltene dieser Art in der Schweiz. Die Sesselbahn kreuzte die Eisenbahnlinie der Solothurn-Münster-Bahn unmittelbar vor dem Tunnelportal; dabei handelte es sich um die einzige derartige Situation an einer normalspurigen Eisenbahnlinie in der Schweiz.
Die neue rollstuhlgängige Kabinenbahn Oberdorf–Weissenstein nahm am 20. Dezember 2014 den Betrieb auf.

## Tourismus und Kultur

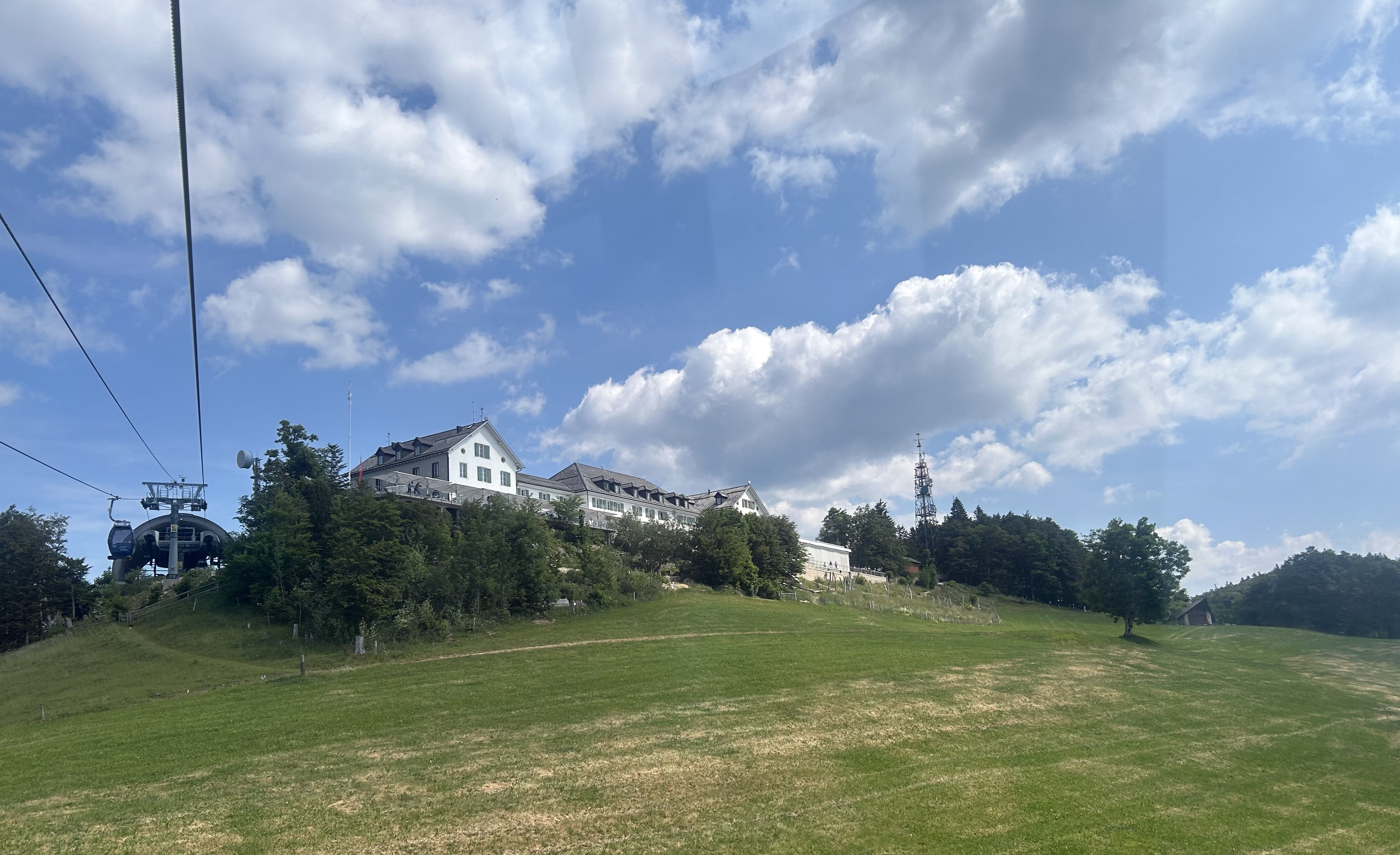
Hotel Weissenstein

Früher wurde der Weissenstein für die Alpwirtschaft und als Holzlieferant genutzt. Das änderte sich gegen Ende des 18. Jahrhunderts, als immer mehr Besucher wegen der schönen Aussicht auf den Berg kamen. 1818 veröffentlichte der Zürcher Kartograf Heinrich Keller das Panorama vom Weissenstein. (1904 entstand ein weiteres Panorama von Xaver Imfeld.) Der Kantonsarzt Johann Karl Kottmann führte die Molkekuren auf dem Berg ein. 1826/27 wurde das Kurhaus Weissenstein errichtet und 1862–1876 erweitert. Gegen Ende des Jahrhunderts setzte ein Niedergang ein, die Molkekuren kamen aus der Mode, die touristische Erschliessung der Alpen erwies sich als starke Konkurrenz, der Erste Weltkrieg beendete auch eine touristische Epoche. Von nun an wurden der Tagestourismus und der Wintersport wichtig. Neben dem Ausflugstourismus bietet der Weissenstein heute Möglichkeiten zum Wandern, Klettern, Radfahren, Gleitschirmfliegen, im Winter zum Langlaufen und Schlitteln. Mit der Errichtung der Panoramahalle beim Hotel Weissenstein 2017/19 wird versucht, den Weissenstein auch als Tagungsstandort zu etablieren.
Direkt beim Hotel Weissenstein kann ein Juragarten mit standorttypischen Pflanzen besichtigt werden.
Auf dem Dach des Hotels Weissenstein stehen die «drei hellsten Solothurner», drei starke Scheinwerfer, die ins Tal leuchten und in der Nacht von weitem gut sichtbar sind.
Unterhalb des Hotels Weissenstein wurde 1981 die dem Heiligen Bruder Klaus geweihte ökumenische Bergkapelle errichtet.
Vom Hotel Weissenstein führt der Planetenweg Weissenstein über die Hasenmatt bis zum Grenchenberg.

### Veranstaltungen
- Weissenstein-Schwinget, an einem Samstag im Juli oder August, seit 1947, seit 2000 eines der sechs Bergkranzfeste des Schwingsports. Gleichzeitig gibt es einen Wettkampf im Steinstossen mit dem 66 kg schweren Weissenstein-Stein.[9]

- Weissensteinlauf, am letzten oder zweitletzten Sonntag im August, seit 1991.[10]

- Uhuru Festival für Musik & Tanz, ein einwöchiges Weltmusik-Festival im Sommer, seit 1994.[11]